# Shi Jiuyong
Shi Jiuyong (史久镛, ur. 9 października 1926 w Ningbo, zm. 18 stycznia 2022 w Pekinie) – chiński prawnik, sędzia, prezes Międzynarodowego Trybunału Sprawiedliwości, organu Organizacji Narodów Zjednoczonych w Hadze w Holandii. Został wybrany w skład sędziowski 6 lutego 1994, w został prezesem dziewięć lat później 6 lutego 2003. 
Urodził się w mieście Ningbo w Chinach w prowincji Zhejiang. Dorastał w dobrze sytuowanej rodzinie, zdobył wykształcenie w języku angielskim w brytyjskim Lester Institute, a po jego ukończeniu zdał na prawo na nieistniejącym już St. John’s University w Szanghaju oraz na Columbia University. Od 1956 do 1958 sprawował różne stanowiska związane z edukacją, zanim został mianowany profesorem prawa międzynarodowego w Instytucie Spraw Zagranicznych (Waijiao Xueyuan, 外交学院) w Pekinie w 1984. 
Od lat 1980. pełnił funkcję eksperta prawa międzynarodowego Chińskiej Republiki Ludowej w czasie różnych konwencji międzynarodowych, traktatów, negocjacji (między innymi negocjacje chińsko-brytyjskie nad statusem dla Hongkongu). Shi Jiuyong był również członkiem i przewodniczącym Komisji Prawa Międzynarodowego. Jest autorem licznych publikacji na temat prawa międzynarodowego.
Funkcję prezesa Międzynarodowego Trybunału Sprawiedliwości sprawował w latach 2003–2006. W 2003 zaprzysiężony był na 9-letnią kadencję sędziowską, zrezygnował jednak już w maju 2010.